# 1983 год в компьютерных играх

## События
- Начался кризис индустрии компьютерных игр 1983 года, продолжавшийся до 1986 года.
- Основана компания Infogrames Entertainment SA.[1]
- Основана компания Origin Systems.[2]
- Основана компания Interplay Productions.[3]
- Основана компания Navarre Corporation.[4]

## Выпуски игр

### Аркадные автоматы
- Bally/Midway выпустили гоночный боевик Spy Hunter
- Cinematronics выпустила Dragon's Lair, первую видеоигру на лазерном диске
- Atari выпустила Star Wars, игру в векторной графике по мотивам одноимённого фильма
- В Японии Konami выпустила Gyruss; распространением игры в Северной Америке стала заниматься Centuri
- Namco выпустила Mappy, Pac & Pal, Phozon, Libble Rabble и Pole Position II
- Nintendo выпустила аркады Mario Bros. и Donkey Kong Jr. Math
- Atari выпустила Major Havoc, векторную вертикальную  игру.

### Игры для домашних компьютеров и приставок
- Mattel Electronics выпустила World Series Baseball для Intellivision
- Origin Systems выпустила Ultima III: Exodus
- Electronic Arts выпустила M.U.L.E. и Pinball Construction Set
- Bug-Byte выпускает платформер Manic Miner для ZX Spectrum
- Ultimate Play The Game выпускает свои первые видеоигры Jetpac и Atic Atac для ZX Spectrum
- Psion выпускает Chequered Flag для ZX Spectrum
- Вышел Spiderdroid для Atari 2600
- Infocom выпустила игры Enchanter, Suspended: A Cryogenic Nightmare, Infidel, Planetfall и The Witness.

## Технологии
- Sega выпустила в Японии персональный компьютер SC-3000 и игровую консоль SG-1000
- Nintendo выпустила в Японии консоль Family Computer. В скором времени появилось большое количество жалоб на нестабильность системы, в результате чего Nintendo пришлось отозвать продукт и выпустить его позже, уже с другой материнской платой.
- Coleco выпустила домашний компьютер Adam. Coleco недооценила стоимость разработки, и столкнулась с финансовыми проблемами, из-за которых компьютер появился на полках только в ноябре, и пользователи жаловались на ненадёжность системы. Проблемы с надёжностью удалось решить, но это не помогло поднять продажи.
- Mattel Electronics выпустила домашний компьютер Aquarius
- Acorn Computers выпускает Acorn Electron — урезанную версию BBC Micro, с тем чтобы конкурировать в сегменте домашних компьютеров, стоящих меньше £200. Проблемы с производством привели к тому, что только 1/8 предзаказанных машин были поставлены к рождественскому сезону.